# Élections législatives belges de 1912
Les élections législatives générales ont eu lieu le 2 juin 1912, pour désigner les 186 membres de la Chambre des représentants (20 de plus qu'auparavant) et du Sénat, qui passe à 120 membres (27 membres étant désignés par les conseils provinciaux) contre 110 auparavant.
Ces élections ont donné une majorité absolue des sièges au Parti Catholique, tant à la Chambre des représentants qu'au Sénat.

## Contexte historique
Avec l'introduction du suffrage universel tempéré par la vote plural en 1893 et la représentation proportionnelle appliquée depuis 1899 selon le système d'Hondt, les libéraux et les socialistes n'avaient besoin que de quelques sièges dans tout le pays pour renverser le gouvernement catholique qui, incontesté, était au pouvoir depuis 1884. C'était alors qu'on décida de former le cartel libéral-socialiste pour tenter une revendication du suffrage universel pur et simple, désirée par les deux partis.
Toutefois, en considération de cet événement, il s'est avéré que les catholiques avaient beau jeu avec la nouvelle opposition en faisant jouer la « peur du Rouge » qui désormais associait les libéraux aux socialistes. On a dû constater que cette stratégie était bien rentable : alors que le cartel libéral-socialiste personnifiait l'insécurité, le parti catholique paraissait comme un parti national qui désignait la paix et l'unité du pays. En conséquence, de nombreux libéraux ont voté pour le parti catholique, et le fait que le système du vote plural favorisait de toute façon surtout les catholiques, sont les raisons pour lesquelles ce parti a finalement remporté la victoire.

## Résultats
|       |                           |                           |                           |                           |                           |           |       |        |       |
| Parti | Parti                     | Chambre des représentants | Chambre des représentants | Chambre des représentants | Chambre des représentants | Sénat     | Sénat | Sénat  | Sénat |
| Parti | Parti                     | Voix                      | %                         | Sièges                    | %                         | Voix      | %     | Sièges | %     |
|       | Parti catholique          | 1 337 315                 | 51,0                      | 101                       | 54,3                      | 1 224 767 | 52,2  | 54     | 58,1  |
|       | Cartel libéral-socialiste | 710 459                   | 27,1                      | -                         | -                         | 480 457   | 20,5  | 16     | 17,2  |
|       | Parti libéral             | 291 084                   | 11,1                      | 44                        | 23,7                      | 408 043   | 17,4  | 14     | 15,1  |
|       | Parti ouvrier belge       | 243 338                   | 9,3                       | 39                        | 21,0                      | 223 197   | 9,5   | 9      | 9,7   |
|       | Christene Volkspartij     | 19 317                    | 0,7                       | 2                         | 1,1                       |           |       |        |       |
|       | Autres                    | 20 258                    | 0,8                       | 0                         | 0,0                       | 8 937     | 0,4   | 0      | 0,0   |
|       | Blancs et nuls            | 62 327                    | (2,3)                     |                           |                           | 71 579    | (3,0) |        |       |
| Total | Total                     | 2 684 098                 | 100                       | 186                       | 100                       | 2 416 980 | 100   | 93     | 100   |

## Conséquences
Les résultats des élections furent annoncés le 3 juin. La déception était immense, d'autant plus car personne ne s'imaginait à nouveau à une victoire de la part des catholiques. Â la suite de cette victoire inattendue, une grève violente débutait, de telle manière que la police ne parvenait plus à maintenir l'ordre dans les villes concernées. Surmenée par les manifestations, la police ouvrit le feu et la grève se termina finalement le 9 juin avec plusieurs morts et blessés.
Mais ce ne sont pas que les ouvriers qui ont montré leur dissentiment : le député socialiste Jules Destrée a rédigé sa fameuse lettre au roi Albert Ier dans laquelle il a revendiqué une séparation administrative de la Wallonie et de la Flandre. Selon lui, la Belgique était en danger car elle se voyait face à une flamandisation progressive alors que la culture et le passé de la Wallonie tombaient de plus en plus dans l'oubli. Sa proposition fut vivement débattue, autant avec consentement qu'avec mécontentement.

## Pour approfondir